# Габер (Софийская область)
Габер (болг. Габер) — село в Болгарии. Находится в Софийской области, входит в общину Драгоман. Население составляет 549 человек.

## Политическая ситуация
В местном кметстве Габер, в состав которого входит Габер, должность кмета (старосты) исполнял Йордан Андреев Йорданов (ЛИДЕР) по результатам выборов 2009 года, затем кметом был избран Тодор Тодоров.